# حمید میدو
حمید میدو (عربی: حميد درويش ميدو؛ زادهٔ ۳ ژوئن ۱۹۹۳) یک ورزشکار اهل سوریه است.
از باشگاه‌هایی که در آن بازی کرده‌است می‌توان به نیروی هوایی عراق، باشگاه فوتبال الاتحاد سوریه، تیم ملی فوتبال زیر ۲۳ سال سوریه، و تیم ملی فوتبال زیر ۲۳ سال سوریه، و تیم ملی فوتبال سوریه اشاره کرد.
وی همچنین در تیم‌های ملی فوتبال زیر ۱۷ سال سوریه زیر ۲۰ سال سوریه زیر ۲۳ سال سوریه Syria U-22 سوریه بازی کرده است.